# Villar de Peralonso
Villar de Peralonso é um município da Espanha na província de Salamanca, comunidade autónoma de Castela e Leão, de área 31,81 km² com população de 324 habitantes (2004) e densidade populacional de 10,19 hab/km².

## Demografia
| Variação demográfica do município entre 1991 e 2004 | Variação demográfica do município entre 1991 e 2004 | Variação demográfica do município entre 1991 e 2004 | Variação demográfica do município entre 1991 e 2004 |
| --------------------------------------------------- | --------------------------------------------------- | --------------------------------------------------- | --------------------------------------------------- |
| 1991                                                | 1996                                                | 2001                                                | 2004                                                |
| 403                                                 | 366                                                 | 340                                                 | 324                                                 |